# Hrašné
Hrašné (hongrois : Rásnyahegy) est un village de Slovaquie situé dans la région de Trenčín.

## Histoire
La première mention écrite du village date de 1955.

## Démographie

### Évolution de la population
| Année:               | 1994. | 2004.   | 2014.   | 2024.   |
| -------------------- | ----- | ------- | ------- | ------- |
| Nombre de personnes: | 521   | 505     | 485     | 480     |
| Différence:          |       | -3,07 % | -3,96 % | -1,03 % |

| Année:               | 2023. | 2024.   |
| -------------------- | ----- | ------- |
| Nombre de personnes: | 469   | 480     |
| Différence:          |       | +2,34 % |